# 日工組社会安全研究財団
日工組社会安全研究財団（にっこうそしゃかいあんぜけんきゅうざいだん）は、日本の財団。「日本国の人々が犯罪と無縁でいられる安全で安心な社会を創るための研究及び事業を振興し、公共の安全と秩序の維持に寄与する」ことを目的として設立され、あらゆる事業を推進する団体である。

## 概要
設立の目的に資するため、下記の分野で活動をする。

### 研究事業
安全問題の解決に資する研究で財団自らが実施する研究。
- 犯罪に対する不安感等に関する調査研究 第六回 (2019)
- 外国の警備業に関する調査研究報告書(2017)

### 安全事業
安全問題の解決に資する事業等。
- 児童虐待防止広報啓発リーフレット 「迷わず通告」発行(2010)

### 助成事業
公募によって、安全問題の解決に資する研究及び事業を助成。
- 安全事業助成

犯罪予防・少年非行防止・薬物乱用防止等をはじめとする様々な活動の支援。

認定NPO法人3keys、（一社）Colabo、NPO アジア太平洋地域アディクション研究所、他(2022)
- 研究助成

社会安全問題に関する社会科学の研究を主として支援。

一般研究助成、若手研究助成等
- 暴力団排除事業助成

地域住民の暴排活動事業及び暴排訴訟事業に対する支援(2019)。